# 78 (телеканал)
«78» — российский региональный телеканал. Позиционирует себя, как главный городской телеканал Санкт-Петербурга. Вещает на Санкт-Петербург, Ленинградскую область и Северо-Запад России. Входит в состав проекта МИЦ «Известия» и «Национальной Медиа Группы». Также к телекомпании относится сетевое издание 78.ru.

## История
Телеканалу «78» выделили передатчик 31-й ТВК (телеканала), на котором до него вещали информационный телеканал Life78 (2015—2017) и городской телеканал 100ТВ (2003—2015). Юридически все три телеканала принадлежат одной организации — ООО «ТВ КУПОЛ». 1 мая 2017 года частота была передана под управление Национальной Медиа Группе, которая разработала формат нового телеканала.
На пост главного редактора канала был приглашён Андрей Радин, который также являлся генеральным директором областного телеканала «ЛОТ».
2 августа 2017 года прошла презентация логотипа телеканала.

Визуальные решения, использованные при создании логотипа «78», отражают основные принципы работы телеканала — открытость аудитории, фокус на событиях города, современная форма подачи контента.— Владимир Тюлин, генеральный директор МИЦ «Известия»
С 18 августа 2017 года на частоте «78» временно вещал телеканал «Известия» (IZ.RU) с местными вставками (погода и рекламные блоки). После запуска регулярного эфира, ретрансляция «Известий» продолжилась (с временным отсутствием в 2021—2022 годах) в ночное время, однако вместе с оформлением «78» и местными блоками рекламы.
21 августа 2017 года были запущены группы телеканала в социальных сетях и официальный сайт. Накануне начала вещания руководство компании заявило о планах занять лидирующую позицию на рынке новостей Санкт-Петербурга.
1 сентября 2017 года в 6 часов утра телеканал «78» начал своё вещание с исполнения гимна Санкт-Петербурга и выпуска новостей, который провела Юлия Зиновкина. В тот же день на канале «78» были запущены программы, перешедшие с «Пятого канала» («Открытая студия», «Телекурьер»). Перед стартом телеканала «78» на «Пятом канале» произошла реорганизация и в итоге часть проектов и сотрудников перешли в редакцию нового регионального телеканала. Так, в результате слияния творческих коллективов двух телеканалов, появились программы «Неделя в Петербурге», «Происшествия», «Полезное утро», «Неленивая суббота», «Доходное место», «Барышня, Смольный!» и др.. И сегодня[когда?] большую часть сотрудников телеканала составляют бывшие сотрудники Life78 и «Пятого канала».
1 февраля 2018 года, по окончании контракта Радина, должность главного редактора занял Александр Анучкин. Он проработал в должности до 24 октября 2022 года.
С 2022 года канал делает основной акцент на информационные программы. Увеличивается хронометраж новостных программ.
В 2023—2024 гг. «78» стал самым популярным петербургским СМИ

## Программы телеканала
Сегодня телеканал производит более 70 % собственного контента, который имеет разные тематические жанры.

### Информационные программы
- «Известия 78» — ежедневная информационно-аналитическая программа[14].
- «Происшествия» — информационно-правовая программа[15]. В эфире каждый час по будням.
- «Известия. Итоги дня» — большая итоговая информационно-аналитическая программа о главных событиях дня с Максимом Вахрушевым. В прямом эфире вечером по будням.
- «Известия. Погода» — подробный прогноз погоды на день от штатного синоптика телеканала Юрия Дормидонтова. Выходит в дневном эфире рамках программы «Известия 78».

### Аналитико-политические программы
- «Неделя в Петербурге» — итоговая информационная программа о самых заметных событиях недели с Игорем Максименко[16]. В прямом эфире в воскресенье.
- «Петербург. Новый взгляд. Разговор с Александром Бегловым»[17]. Программа выходит в конце каждого месяца.

### Общественно-социальные программы
- «Телекурьер» — информационно-социальная телепрограмма[18]. В прямом эфире по будням в 12:30.
- «Открытая студия» — просветительская передача[19]. В прямом эфире по выходным в 13:15.
- «СтогOFF» — общественная программа о событиях в стране и мире, а также свой авторский взгляд на их события от Ильи Стогова. В прямом эфире по будням в 19:30.
- «Спецреп» — цикл телевизионных репортажей на актуальные темы[20]. Выходит раз в месяц.
- «Здоровье» — информационно-социальная телепрограмма о здоровье. Программа выходит по пятницам и в выходные.
- «Петербургский детектив» — расследование событий и явлений, оставивших след в жизни города[21]. Обозреватель программы — Алексей Багин.

### Познавательно-развлекательные программы
- «Полезное утро» — утренняя программа. По будням в эфире с 06:00 до 12:00 и по выходным — с 09:00 до 12:00 с перерывами на «Известия 78».
- «Хороший день» — дневная познавательная программа с городской афишей и историческими фактами. Ведущий программы — Феликс Невелев. В прямом эфире в субботу и в воскресенье в 12:15.
- «Дом советов»[22]— программа о бытовых советах. В эфире по будням в 13:30.
- «Гид 78. Гостиницы Петербурга»[23] — журналисты 78 проверяют гостиницы города на качество обслуживания. Премьерные выпуски выходят по выходным.
- «Гид 78. Рестораны Петербурга»[24] — журналисты 78 проверяют общепит города на качество обслуживания и санитарные нормы. Премьерные выпуски выходят по пятницам.
- «Гид 78. Квартиры Петербурга»[25] — журналисты 78 выбирают квартиры города и проверяют качество застройки и удобства. Премьерные выпуски выходят по пятницам.
- «Гид 78. Автомобили»[26] — журналисты 78 проверяют автосервис на качество обслуживания. Премьерные выпуски выходят по выходным.
- «Автограф» — авторская программа правозащитника Александра Холодова о безопасности на дорогах Петребурга и путушествиях[27]. Выходит в эфире по выходным.
- «Отдыхаем дома» — программа об отдыхе на территории Северо-Запада

### Спортивные программы
- «Болеем за наших» — спортивное интерактивное шоу во время игры хоккейной команды «СКА»
- «Спортивное обозрение» — репортажи в рамках программы «Известия 78» о российских и мировых спортивных событиях.

### Документальные программы
- «Другой Петербург» — ведущий Илья Михалов-Соболевский показывает неклассический Петербург. Выходит в эфире по выходным.
- «Подводный роман» — автор и ведущий Роман Кирюхин рассказывает о тайнах морских глубин Северо-Запада. Премьерные выпуски выходят по выходным.
- «Петербуржцы» — биографический цикл об известных личностях, которые родились и/или живут в городе на Неве. Премьерные выпуски выходят по выходным.
- «Здесь был Пётр» — исторический цикл ко Дню Рождения Санкт-Петербурга.
- «Круг Янтарной комнаты» — исторический цикл к памятным датами города.

## Настоящее время
Контент телеканала включает в себя информационные, общественно-политические, спортивные и развлекательные программы. Ежегодно транслируются хоккейные матчи СКА в КХЛ, до 2018 года транслировались некоторые матчи футбольных клубов «Зенит», «Зенит-2» и «Тосно».
По данным мониторинговой компании «Медиалогия» за 2019 год, телеканал «78» занимает 10-е место в рейтинге цитируемых СМИ Санкт-Петербурга и Ленинградской области, в то время как сетевое издание 78.ru находится на 5-м месте.
По итогам выборочного исследования, проведённого в 2019 году, программы собственного производства составляют 59 % контента телеканала.
Известные журналисты и ведущие телеканала: Ника Стрижак, Инна Карпушина (до марта 2019 года), Роман Кирюхин, Илья Стогов, Феликс Невелев, Фёдор Погорелов (комментатор), Игорь Максименко.
В 2023—2024 г.г «78» стал самым популярным петербургским СМИ

## Собственники
ООО «ТВ КУПОЛ» (юридическое название телекомпании) в настоящее время через небольшую цепочку юридических лиц принадлежит на 75 % Сергею Руднову (сыну Олега Руднова, которому в наследство достались медиаактивы отца), на 25 % — АО «Национальная Медиа Группа». При этом телеканал находится в управлении НМГ, а Сергей Руднов лишь выступает в роли бенефициара.

## Руководство

### Генеральный директор
- Александр Анучкин (2017—2022)
- Алексей Сухоруков (с 2022)[36]

### Главный редактор
- Андрей Радин (2017—2018)[37]
- Александр Анучкин (2018—2022)
- Алексей Сухоруков (с 2022)[38]

## Награды
- Премия «МедиаБренд» в номинациях «Лучший проморолик новостийной программы, спецвыпуска или спецрепортажа» (2018)[39], «Лучший дизайн регионального ТВ» (2019)[40].
- Премия «Золотой луч» в номинациях «Лучший региональный канал» (2018[41], 2019[42]), «Лучшая авторская программа» (2019) — за передачу «Другой Петербург»[42].